# Madhr
| Nombre            | Protonórdico      | Anglosajón | Nórdico antiguo | Nórdico antiguo |
| Nombre            | *Mannaz           | Man        | Maðr            | Maðr            |
| Nombre            | "hombre, persona" |            |                 |                 |
| Forma             | Futhark antiguo   | Futhorc    | Futhark joven   | Futhark joven   |
| Forma             |                   |            |                 |                 |
| Unicode           | ᛗ U+16D7          | ᛗ U+16D7   | ᛘ U+16D8        | ᛙ U+16D9        |
| Transliteración   | m                 | m          | m               | m               |
| Transcripción     | m                 | m          | m               | m               |
| SonidoFIA         | [m]               | [m]        | [m]             | [m]             |
| Puesto alfabétoco | 20                | 20         | 14              | 14              |
| Ætt               | Ætt de Tyr        | Ætt de Tyr | Ætt de Tyr      | Ætt de Tyr      |

Madhr o maðr es el nombre en nórdico antiguo de la runa del futhark joven que representa a la m. Proviene del nombre, que se ha reconstruido lingüísticamente para el protonórdico, de la runa *mannaz o *manwaz (  ) del futhark antiguo. Esta runa también aparece en el futhorc. 

## Poemas rúnicos
Todos los nombres de la runa tienen el significado de hombre, en su acepción de ser humano, como aparece registrado en los tres poemas rúnicos :
| Poemas rúnicos: | Traducción: |
| Noruego antiguo Maðr er moldar auki; mikil er græip á hauki.                                                                                     | El hombre es el desarrollo del polvo; grande es la garra de la rapaz. |
| Islandés antiguo Maðr er manns gaman ok moldar auki ok skipa skreytir. homo mildingr.                                                            | El hombre es el deleite del hombre y un producto de la tierra y el que adorna los barcos.                                                                                      |
| Anglosajón Man byþ on myrgþe his magan leof: sceal þeah anra gehwylc oðrum swican, forðum drihten wyle dome sine þæt earme flæsc eorþan betæcan. | El hombre jovial es querido por sus familiares; aunque todo hombre está condenado a fallar a su compañero, ya que el Señor por su decreto asignará la vil carroña a la tierra. |

La forma de la runa en el futhark antiguo parece indicar que proviene de la letra latina M que a su vez procede del alfabeto griego Mu.

## Cambio de forma

Dos variantes de la runa del principio del futhark joven.

La forma de la runa es idéntica en el futhark antiguo y en el futhorc, , mientras que la runa maðr del futhark joven, tras algunas formas de transición, tomó la misma forma que la anterior runa algiz, , que en este alfabeto se representa invertida (  ), sustituyendo por completo a la forma anterior de mannaz.
En la versión islandesa del furthark joven la forma de la runa maðr se simplificó pasando sus ramas a ser sustituidas por un pequeño círculo en la parte superior, .